# V-Cube 8

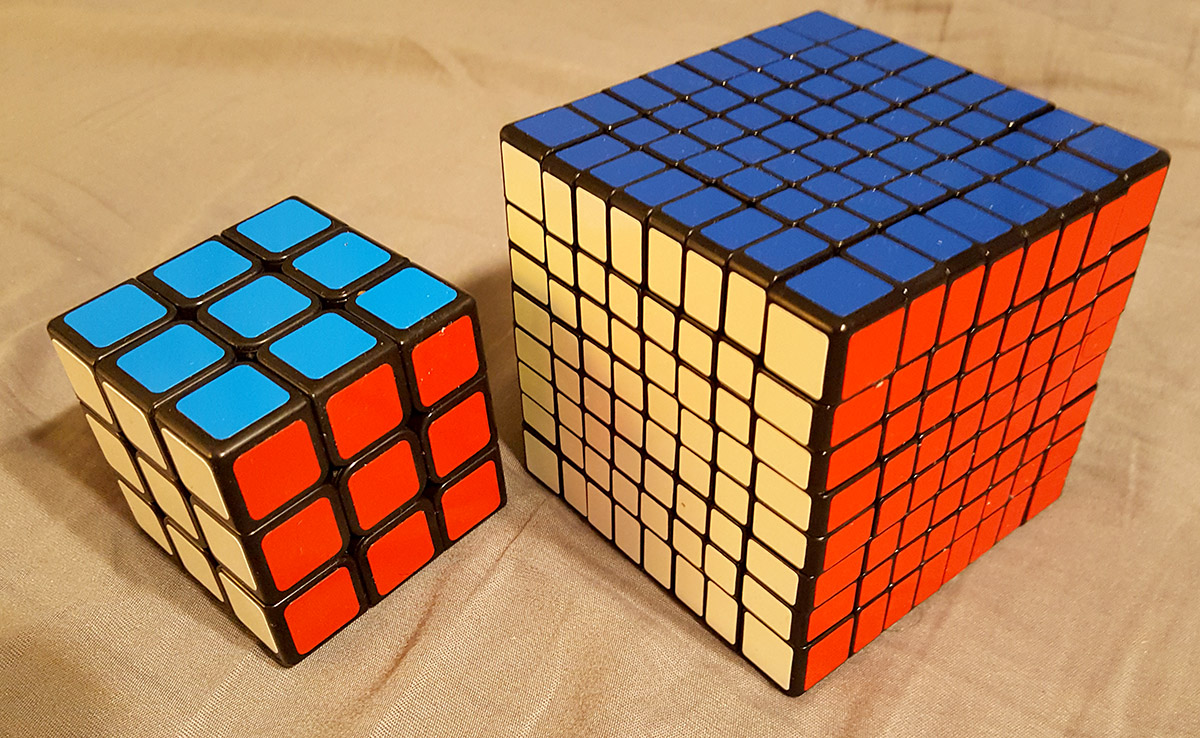
8×8×8 루빅스 큐브 (오른쪽)

8×8×8 루빅스 큐브는 루빅스 큐브를 8×8×8 정육면체로 확장한 것이다. 파나기오티스 베르데스(Panagiotis Verdes)가 처음 2007년 특허에서 실용적인 구현법을 발명했고, 2014년에 V-Cube 8이라는 상표로 출시했다. 현재는 중화인민공화국의 회사에서도 제작되고 있다.

## 같이 보기
- 포켓 큐브
- 루빅스 큐브
- 리벤지 큐브
- 프로페서스 큐브
- V-Cube 6
- V-Cube 7